# Positively 4th Street
„Positively 4th Street“ je píseň amerického písničkáře Boba Dylana z roku 1965. Poprvé vyšla v září 1965 jako singl (na B-straně byla píseň „From a Buick 6“) mezi vydáním alb Highway 61 Revisited a Blonde on Blonde; samotná píseň „Positively 4th Street“ vyšla pouze jako singl, ale na žádném albu nevyšla. V žebříčku Billboard Hot 100 se singl umístil na sedmém místě. Později tuto píseň nahráli například Johnny Rivers, Violent Femmes nebo The Byrds.